# YouTube Creator Awards
Els YouTube Creator Awards (premis per a creadors de YouTube), coneguts comunament com YouTube Play Buttons o YouTube Plaques, són una sèrie de premis de YouTube que tenen com a objectiu reconèixer els seus canals més populars. Es basen en el recompte de subscriptors d'un canal, però s'ofereixen a criteri exclusiu de YouTube. Cada canal es revisa abans d'emetre un premi per garantir que el canal segueix les directrius de la comunitat de YouTube. YouTube es reserva el dret de negar-se a lliurar un premi al creador, cosa que ha fet per als canals que incloïen contingut polític de terror o extremista.